# Schachtelhalmblättrige Kasuarine
Die Schachtelhalmblättrige Kasuarine (Casuarina equisetifolia), auch Kängurubaum oder Kasuarinabaum, Keulenbaum genannt, ist eine Pflanzenart innerhalb der Familie der Kasuarinengewächse (Casuarinaceae).

## Beschreibung

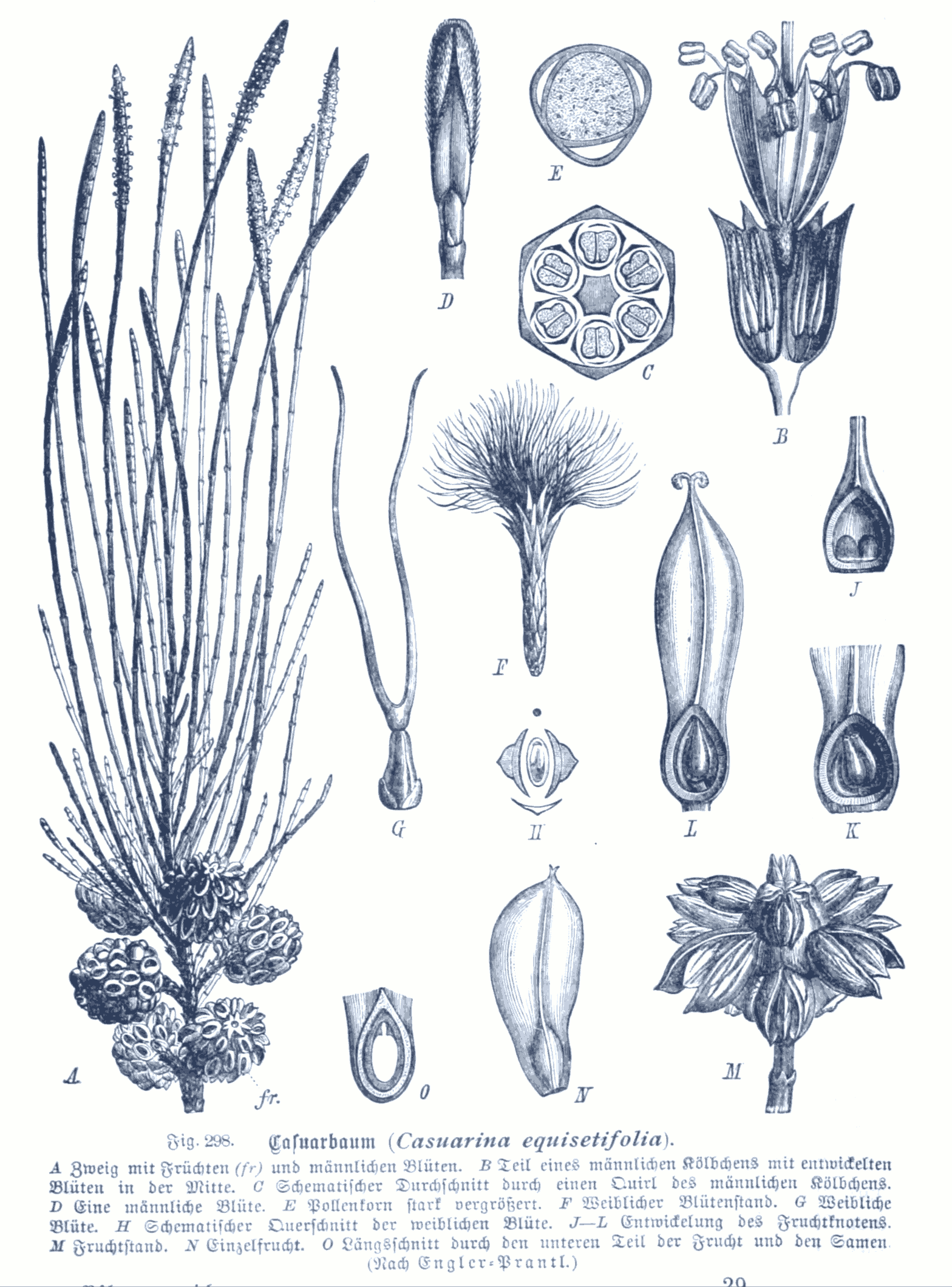
Illustration

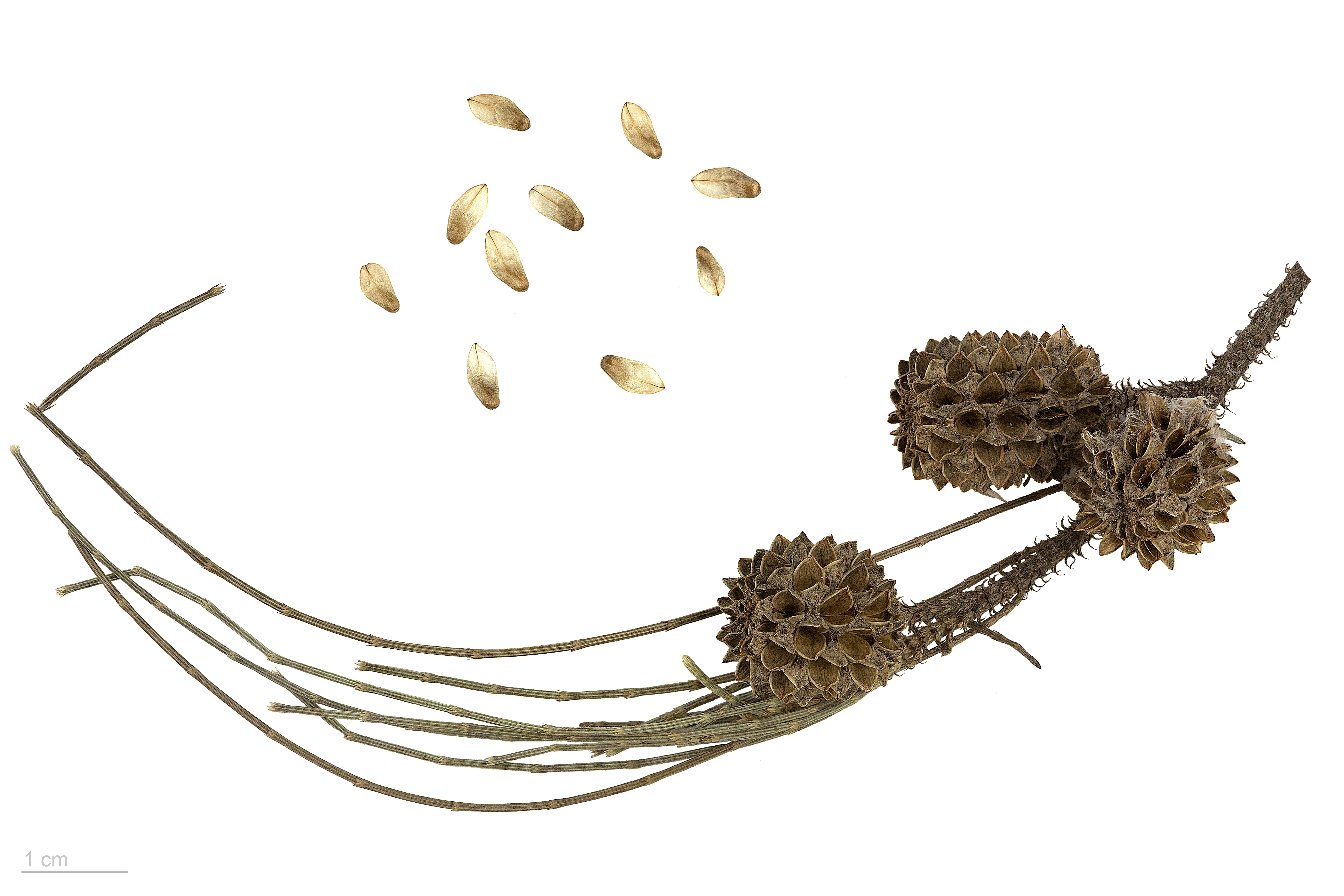
Früchte und Samen

### Vegetative Merkmale
Die Schachtelhalmblättrige Kasuarine ist ein schlanker, lockerkroniger, immergrüner Baum, der Wuchshöhen von bis 6 bis 35, selten bis zu 60 Metern erreicht. Die Borke ist hell gräulich-braun bis schwärzlich. In seiner Wuchsform und seiner Belaubung erinnert er an eine Konifere. Die gräulich-grünen, nadelförmigen Zweige werden abgeworfen. Die Blätter sind wie für Kasuarinengewächse typisch zu winzigen, spitzen Schuppen zurückgebildet und stehen zu siebent bis acht in Wirteln zusammen.

### Generative Merkmale
Casuarina equisetifolia ist zweihäusig (diözisch) oder einhäusig (monözisch) getrenntgeschlechtig. Die eingeschlechtigen Blüten sind stark reduziert. Blütenhüllblätter fehlen; sie sind durch zwei Tragblätter ersetzt. In endständigen, holzigen, kleinen, zapfenförmigen, einfachen, ährigen Blütenständen mit einem Durchmesser von bis zu 12 Millimeter und einer Länge von 7 bis 40 Millimeter stehen die männlichen Blüten dicht zusammen; sie bestehen nur aus einem Staubblatt.
An seitlichen Kurztrieben, achselständig stehen die kleinen (10 bis 24 × 9 bis 13 Millimeter), zylindrischen, zapfenförmigen bis kugeligen ährigen Blütenstände mit den weiblichen Blüten, die lange, rote Narben besitzen. Bei Reife verholzen die zapfenartigen Fruchtstände. Sie enthalten graue bis gelb-braune, 6 bis 8 Millimeter lange, geflügelte Nussfrüchte (Samara).
Die Chromosomenzahl beträgt 2n = 18.

## Verbreitung
Das natürliche Verbreitungsgebiet der Schachtelhalmblättrigen Kasuarine reicht vom Nordosten und Norden Australiens über die pazifischen Inseln bis in die Küstenregionen des tropischen Südosten Asiens.
Die Schachtelhalmblättrige Kasuarine wächst natürlich an Stränden und kommt auch mit Standorten zurecht, die exponiert auf Landzungen liegen. Stellenweise bildet der Baum große Bestände. Die Früchte sind schwimmfähig, was das große Verbreitungsgebiet dieser Baumart erklärt.
Die Schachtelhalmblättrige Kasuarine ist heute im gesamten Tropengürtel, besonders an Stränden verbreitet.

## Sonstiges
Die Kasuarine wird wegen ihrer Salzresistenz und ihrer Schnellwüchsigkeit in vielen tropischen und subtropischen Ländern als Zierbaum, zum Windschutz und zur Befestigung von Dünen angepflanzt. Ihre Fähigkeit, auch auf sehr nährstoffarmem Sand zu wachsen, beruht u. a. auf einer Symbiose mit Stickstoff-fixierenden Bakterien (Actinomyceten) der Gattung Frankia (ähnlich dem heimischen Sanddorn), der sogenannten Aktinorrhiza.
Die Kasuarine kann Proteoidwurzeln ausbilden.
Das schöne, sehr schwere und beständige Holz zählt wegen seiner Härte zu den sogenannten Eisenhölzern. Traditionell wurde dieses Holz von Polynesiern für den Bau von Kanus und zur Herstellung von Streitkolben verwendet.

## Systematik
Die Erstveröffentlichung von Casuarina equisetifolia erfolgte durch Carl von Linné.
Es gibt von Casuarina equisetifolia zwei Unterarten:
- Casuarina equisetifolia L. subsp. equisetifolia
- Casuarina equisetifolia subsp. incana (Benth.) L.A.S.Johnson: Sie bleibt kleiner. Sie kommt nur im östlichen Australien, in Neukaledonien und in Vanuatu vor.[2]

## Bilder

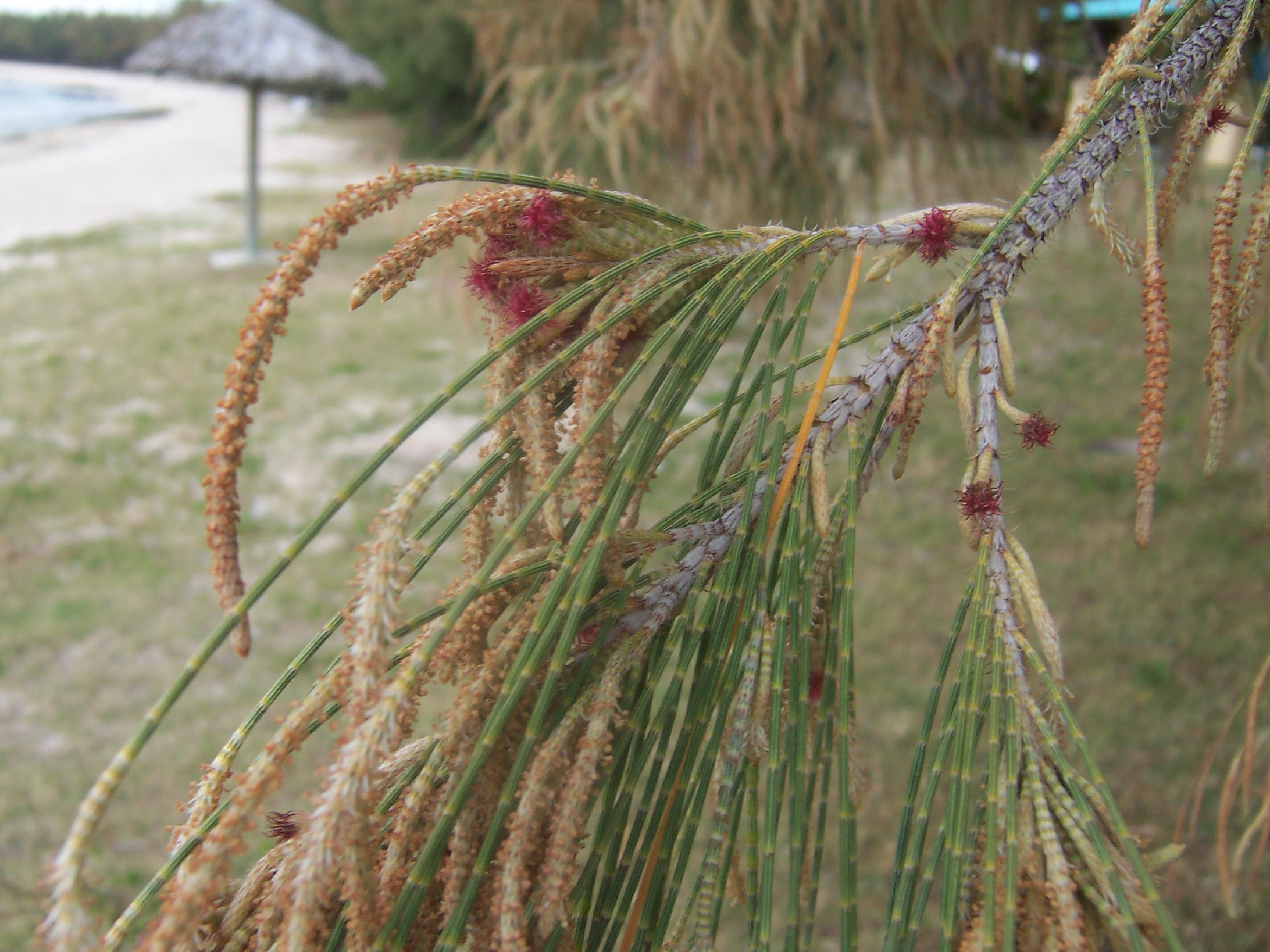
Männliche und weibliche Blütenstände
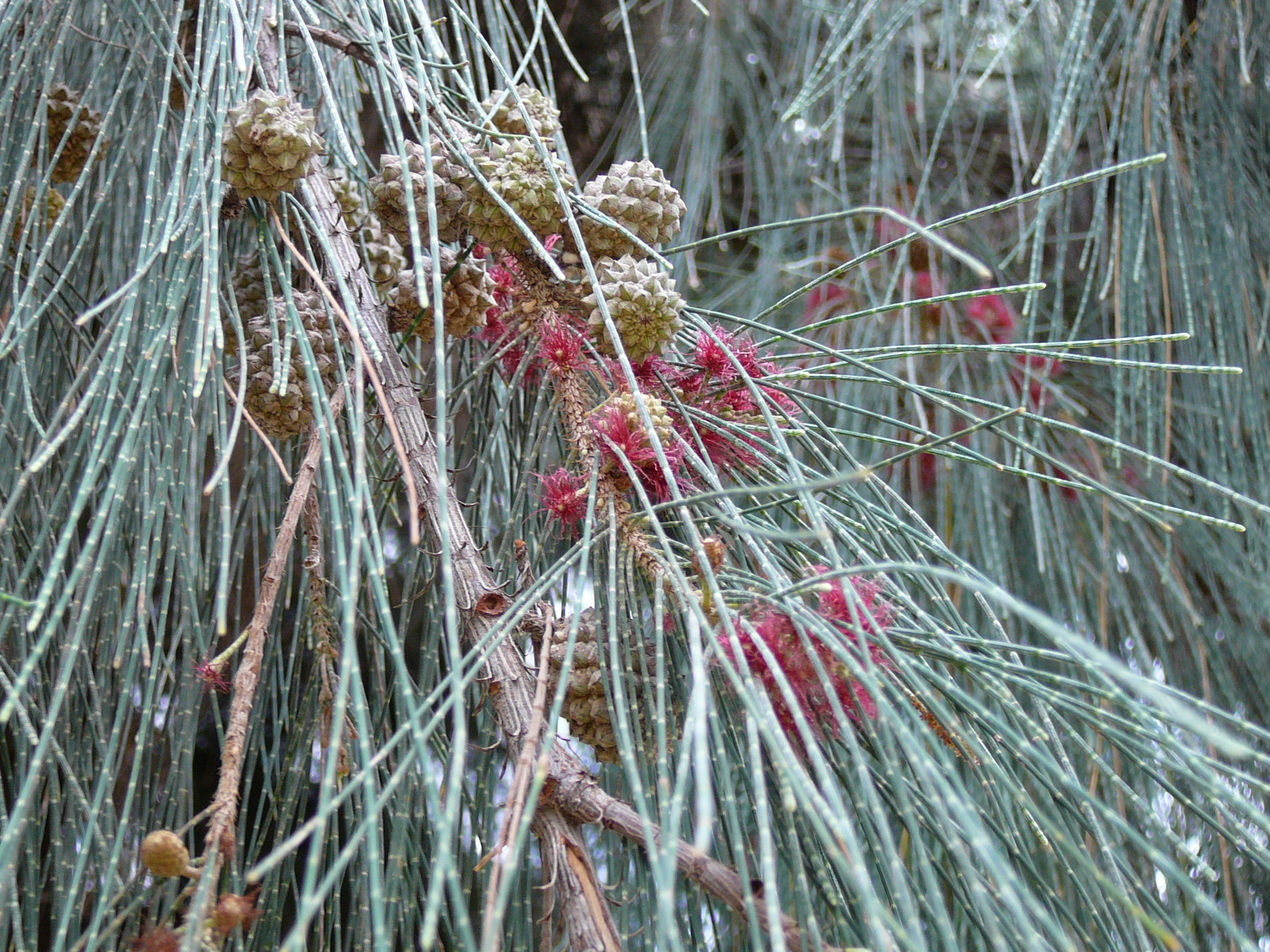
Weibliche Blütenstände und Fruchtstände
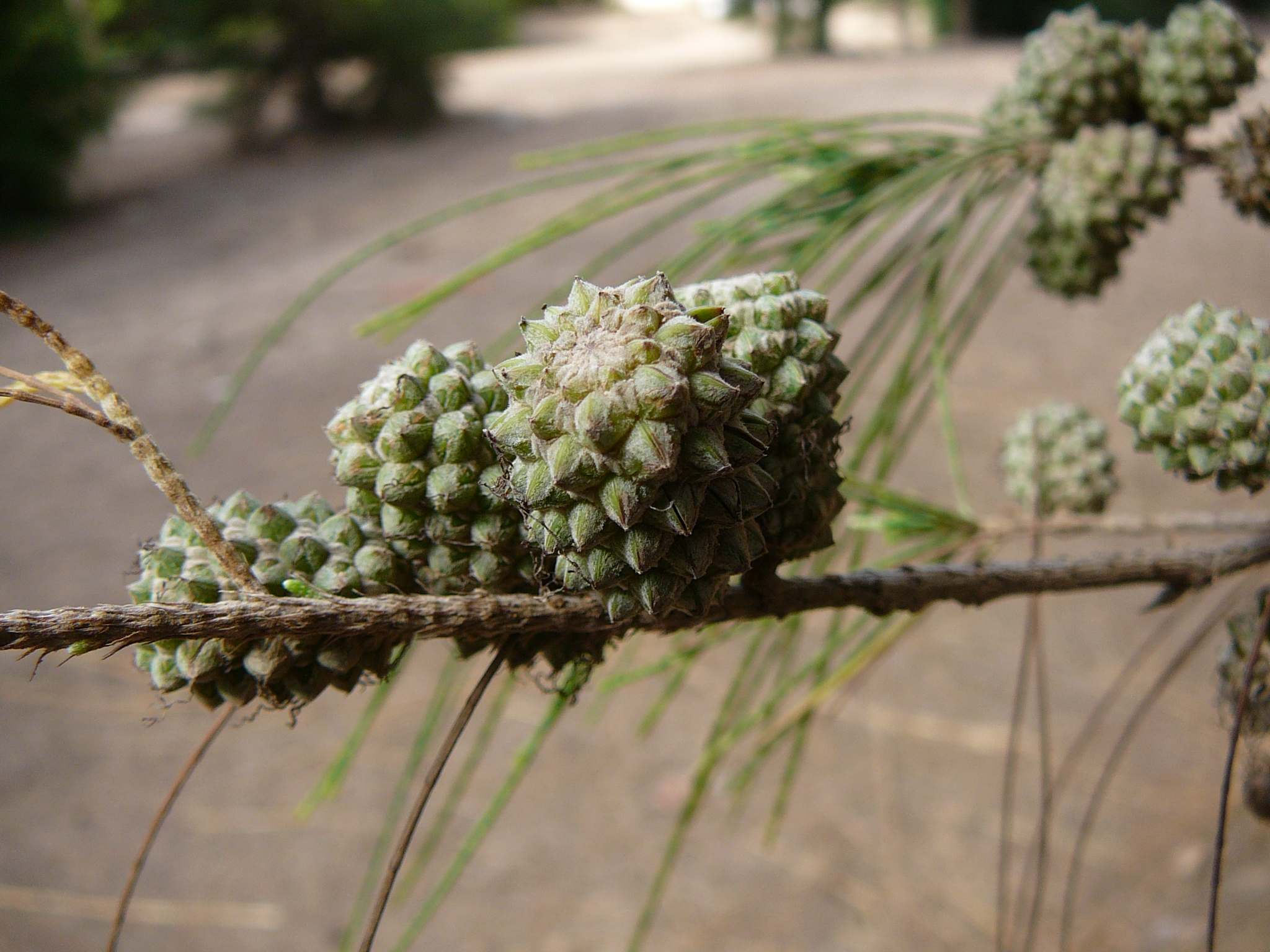
Fruchtstände
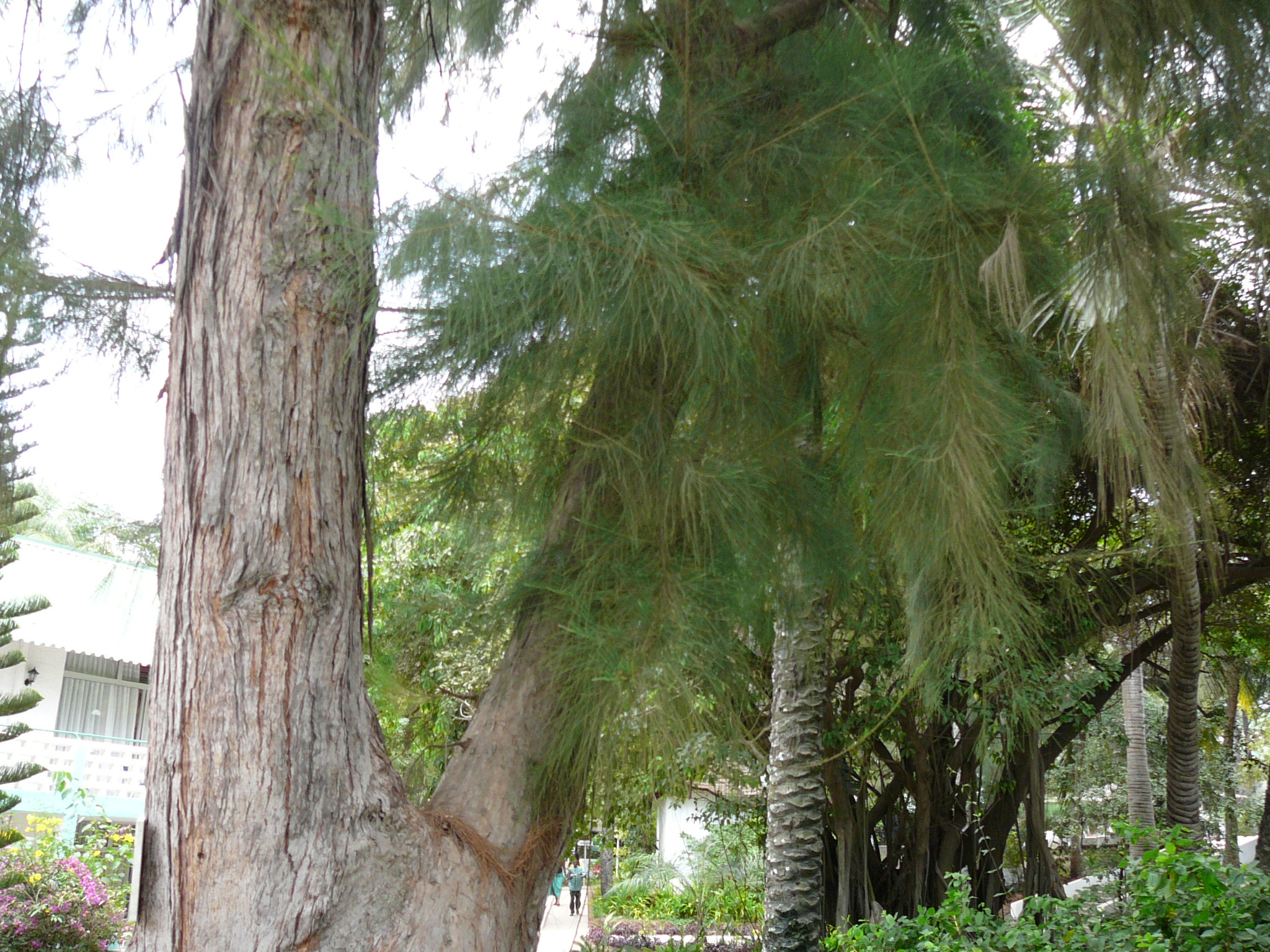
Stamm und Zweige
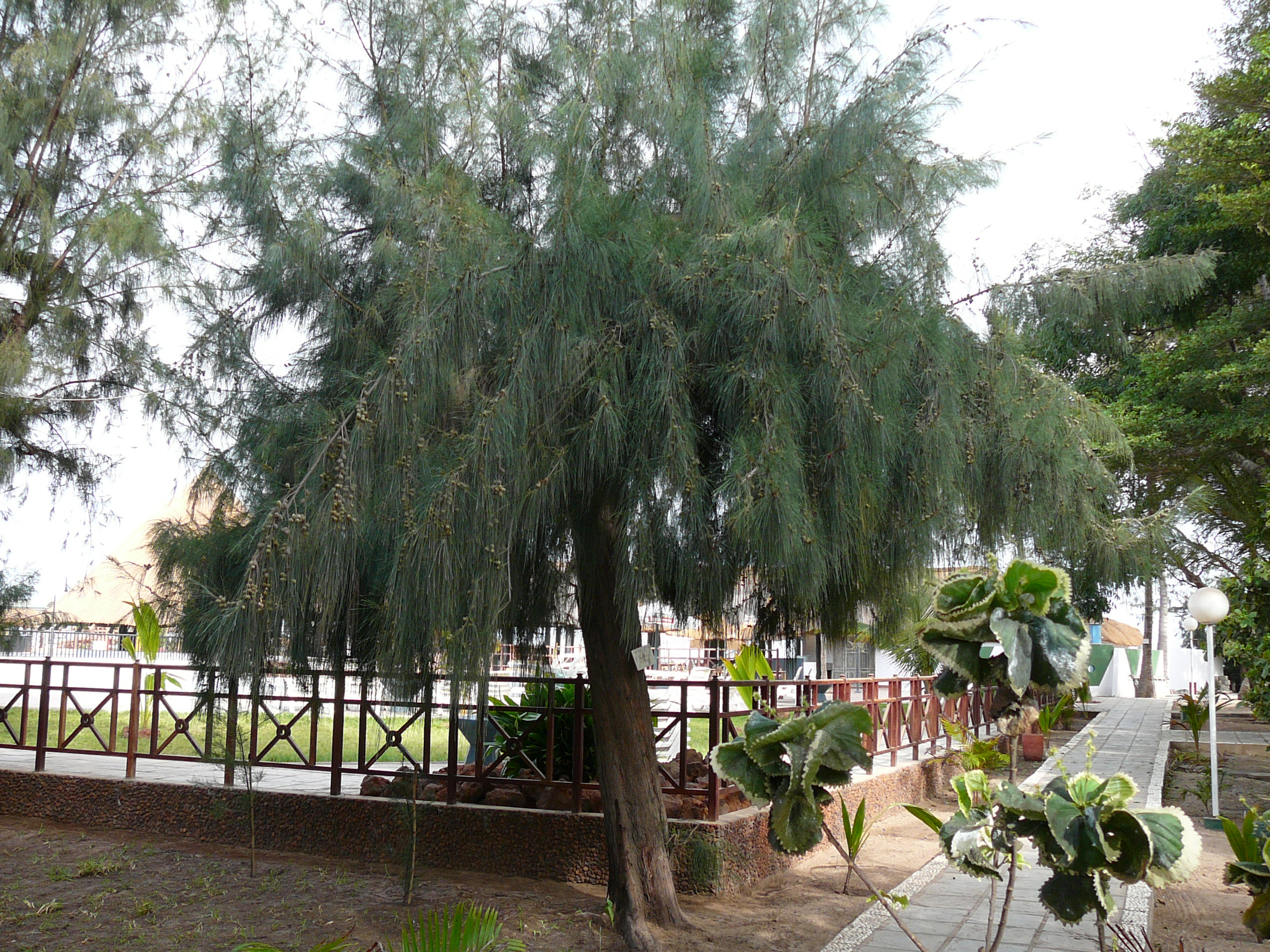
Habitus